# 小関裕太郎
小関 裕太郎（こせき ゆうたろう、1983年4月7日 - ）は、日本の声優、俳優。フリー。宮城県出身。血液型はA型。以前はプロダクション東京ドラマハウスに所属していた。

## 出演作品
※太字は主役・メインキャラクター

### アニメ
- 月下魔人録
- リンダプター劇場

### ゲーム
- マナケミア 〜学園の錬金術士たち〜
- マナケミア2 〜おちた学園と錬金術士たち〜（ルイス）

### ドラマCD
- スペキュレイション（バルドルフ）
- マナケミア 〜学園の錬金術士たち〜

### ナレーション
- みのもんた専属旅行会社高田トラベル

### ラジオ
- ドラマハウスのパワフル×ラジオ（FM世田谷）

### TV
- お茶の間の真実
- 新説!?みのもんたの日本ミステリーSP
- 徳光和夫の感動再会"逢いたい"
- ビューティー・コロシアム
- 女神のアンテナ

### 舞台
- クーラー消してもいいですか?
- THE REINDEER EXPRESS レインディア・エクスプレス
- ドランカー（朗読）
- 牡丹灯篭／角筈にて（朗読）

### その他
- オーディオブック プロカウンセラーの聞く技術